# BBC Radio Leicester
BBC Radio Leicester – brytyjska stacja radiowa należąca do publicznego nadawcy radiowo-telewizyjnego BBC i pełniąca w jego sieci rolę stacji lokalnej dla hrabstw Leicestershire i Rutland. Została uruchomiona 8 listopada 1967 roku. Obecnie jest dostępna w cyfrowym i analogowym przekazie naziemnym oraz w Internecie. 
Oprócz audycji własnych, produkowanych w ośrodku BBC w Leicester, stacja emituje także programy siostrzanej lokalnej stacji BBC z Nottingham, a także programy ogólnokrajowego BBC Radio 5 Live.